# Bichancourt
Bichancourt är en kommun i departementet Aisne i regionen Hauts-de-France i norra Frankrike. Kommunen ligger  i kantonen Coucy-le-Château-Auffrique som ligger i arrondissementet Laon. År 2022 hade Bichancourt 989 invånare.

## Befolkningsutveckling
Antalet invånare i kommunen Bichancourt
Referens: INSEE